# Andrew Garfield
Andrew Russell Garfield, född 20 augusti 1983 i Los Angeles, är en amerikansk-brittisk skådespelare. Under 2005 och 2007 medverkade han i TV-serierna Sugar Rush och BBC:s Doctor Who. Han gjorde sin långfilmsdebut i Lejon och lamm, därefter medverkade han i dramafilmen Boy A och The Imaginarium of Doctor Parnassus. Han vann en BAFTA för sin roll som Jack i Boy A i kategorin "bästa manliga huvudroll."
2010 spelade han som Eduardo Saverin i filmen Social Network, han fick både Golden Globe- och BAFTA-nomineringar för sin roll. Han spelade även Peter Parker i The Amazing Spider-Man (2012), i dess uppföljare The Amazing Spider-Man 2 (2014), samt i Spider-Man: No Way Home (2021). Han nominerades till en Oscar för bästa manliga huvudroll för rollen som Desmond T. Doss i filmen Hacksaw Ridge (2016), men förlorade till Casey Affleck (Manchester by the Sea). Andrew skulle delta i tredje filmen The Amazing Spider-Man 3. Sony bestämde sig dock för att lägga ner projektet.

## Biografi
Andrew Garfield föddes i Los Angeles. Han är son till en brittisk mor från Essex och en amerikansk far från Kalifornien. Han har en äldre bror som är läkare. När han var tre år gammal flyttade hans familj till Surrey, England och där växte han upp. Hans far, Richard, är huvudtränare för Guildford Swimming Club och mor, Lynn, var lärarassistent på en förskola. Garfields mor drabbades av cancer och gick bort år 2019.[källa behövs]

## Filmografi
| År   | Titel                                   | Roll                        | Anmärkning                           |
| ---- | --------------------------------------- | --------------------------- | ------------------------------------ |
| 2005 | Mumbo Jumbo                             | Simmo                       | Kortfilm                             |
| 2005 | Sugar Rush                              | Tom                         | TV-serie; 5 avsnitt                  |
| 2005 | Swinging                                | Diverse roller              | TV-serie; 1 avsnitt                  |
| 2006 | Simon Schama's Power of Art: Caravaggio | Boy with fruit              | TV-dokumentär                        |
| 2007 | Brottet och straffet                    | Jack Burridge / Eric Wilson | TV-serie; avsnitt: "Closure: Part 1" |
| 2007 | Doctor Who                              | Frank                       | TV-serie; 2 avsnitt                  |
| 2007 | Lejon och lamm                          | Todd Hayes                  |                                      |
| 2007 | Boy A                                   | Jack Burridge / Eric Wilson |                                      |
| 2008 | Den andra systern Boleyn                | Francis Weston              |                                      |
| 2008 | Freezing                                | Kit                         | TV-serie; 1 avsnitt                  |
| 2009 | Air                                     | Tom                         | Kortfilm                             |
| 2009 | The Imaginarium of Doctor Parnassus     | Anton                       |                                      |
| 2009 | Red Riding Trilogy                      | Eddie Dunford               | TV-film                              |
| 2010 | I'm Here                                | Sheldon                     | Kortfilm                             |
| 2010 | Never Let Me Go                         | Tommy                       |                                      |
| 2010 | Social Network                          | Eduardo Saverin             |                                      |
| 2011 | Saturday Night Live                     | Diverse roller              | TV-serie; 2 avsnitt                  |
| 2012 | The Amazing Spider-Man                  | Peter Parker / Spider-Man   |                                      |
| 2014 | The Amazing Spider-Man 2                | Peter Parker / Spider-Man   |                                      |
| 2014 | 99 Homes                                | Dennis Nash                 |                                      |
| 2016 | Hacksaw Ridge                           | Desmond T. Doss             |                                      |
| 2016 | Silence                                 | Fader Sebastião Rodrigues   |                                      |
| 2017 | Breathe                                 | Robin                       |                                      |
| 2018 | Under the Silver Lake                   | Sam                         |                                      |
| 2020 | Mainstream                              | Link                        |                                      |
| 2021 | The Eyes of Tammy Faye                  | Jimmy Bakker                |                                      |
| 2021 | Tick, Tick... Boom!                     | Jonathan Larson             |                                      |
| 2021 | Spider-Man: No Way Home                 | Peter Parker / Spider-Man   |                                      |
| 2022 | Under the Banner of Heaven              | Jeb Pyre                    | TV-serie; 7 avsnitt                  |
| 2026 | The Magic Faraway Tree                  | Tim Thompson                |                                      |